# Mark Davies
Mark Nicholas Davies (Wolverhampton, 18 febbraio 1988) è un ex calciatore inglese, di ruolo centrocampista.